# Moeuvres Communal Cemetery Extension
Moeuvres Communal Cemetery Extension is een Britse militaire begraafplaats gelegen in de Franse plaats Moeuvres (Noorderdepartement). De begraafplaats wordt onderhouden door de Commonwealth War Graves Commission.
De begraafplaats telt 351 geïdentificeerde graven waarvan 302 Gemenebest graven uit de Eerste Wereldoorlog en 49 overige graven uit de Eerste Wereldoorlog.